# Lago Moro (Valle Camonica)
Il lago Moro (lac de la cüna o co dè lac (capo di lago) in dialetto camuno ) è un piccolo lago alpino della Val Camonica, attualmente diviso tra i comuni di Darfo Boario Terme e Angolo Terme. Fino al 1959 il lago rientrava interamente nei confini territoriali del comune di Angolo Terme. Tipico laghetto alpino, è circondato da boschi e monti.

## Geografia e morfologia

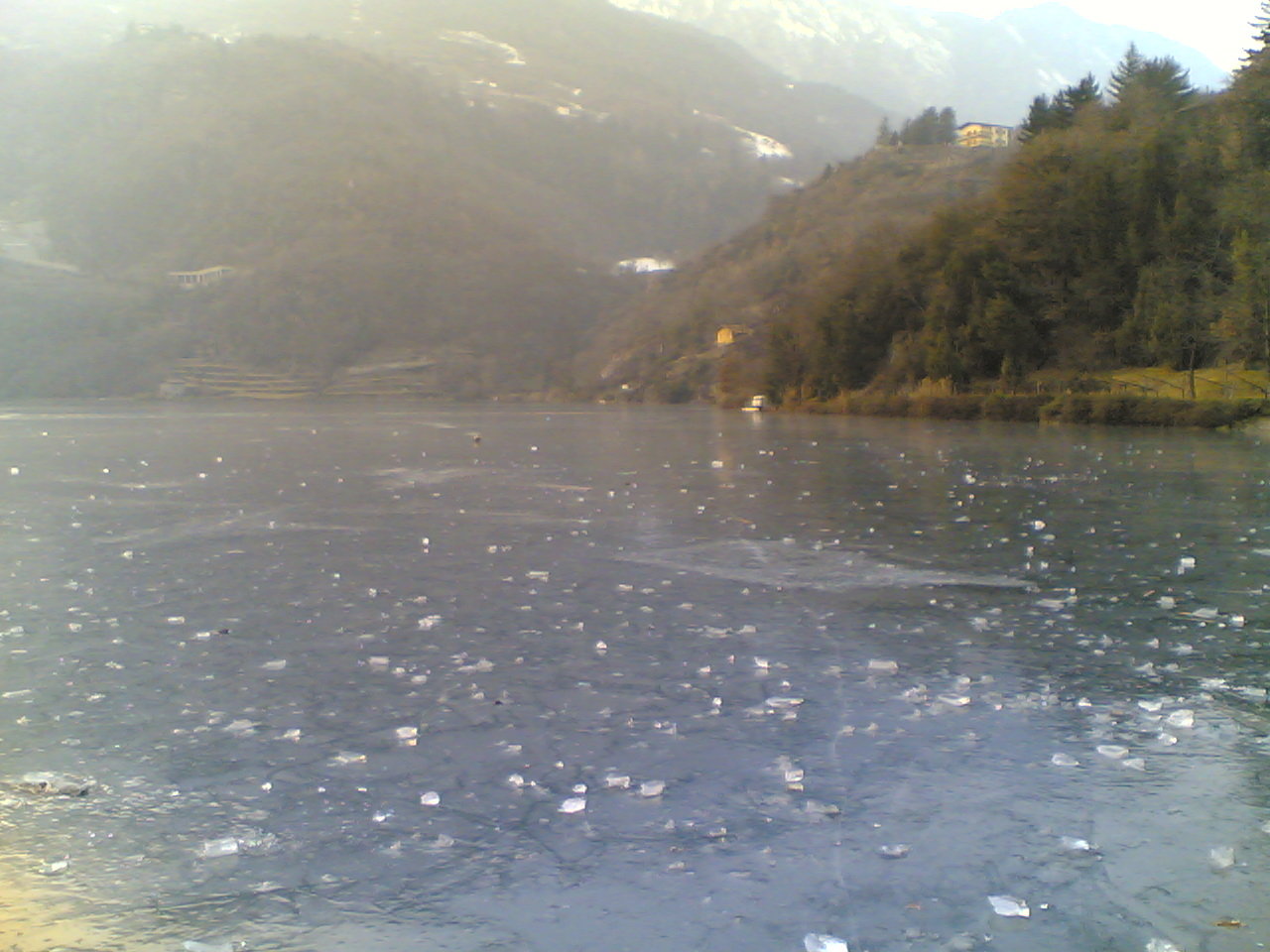
Il lago ghiacciato durante l'inverno 2005/2006.

Il lago Moro si trova nella bassa Val Camonica, nelle Prealpi Bergamasche, adagiato tra le colline delle Sorline e di Rodino, al di sotto dei monti Pora e Altissimo. Si può raggiungere abbastanza facilmente in auto sia da Darfo Boario Terme (passando per le frazioni Corna e Capo di Lago) sia da Angolo Terme, mentre è collegato con Anfurro e Gorzone tramite sentieri talora impervi ma suggestivi. L'unico centro costiero (abitato però solo da poche decine di persone) è il caratteristico borgo di Capo di Lago, presso la punta orientale. All'estremità opposta, ma a mezza costa sui monti circostanti, si trova l'abitato di Anfurro di sotto (frazione di Angolo Terme). Sopra la riva settentrionale si incontrano alcune abitazioni facenti parte della località Carbuné, mentre sopra la riva meridionale ci sono solo alcune cascine.
Il bacino lacustre si trova a 381 m di altitudine, è di piccole dimensioni (ha una larghezza massima di 320 m e una lunghezza massima di 820 m per una superficie totale di 0,174 km²) e tocca la profondità di 42,20 m. Le sue pareti di roccia quarzosa bruno rossastra (verrucano lombardo, localmente noto come Pietra Simona) sono ripide e scendono immediatamente in profondità (tale morfologia è dovuta all'azione erosiva dei ghiacciai che l'hanno formato), favorendo la colorazione piuttosto scura delle acque. Data la collocazione in una conca con vette di varia altitudine che lo circondano per tutto il suo perimetro, ha acque fredde e durante gli inverni rigidi può ghiacciare.
Sulla sua origine le fonti sono discordanti: alcune (per lo più la tradizione orale, ma non solo) parlano di una presunta origine vulcanica, ma l'escavazione glaciale pare più attendibile. Non ha né emissari né immissari: solo alcuni piccoli ruscelli sfociano nel lago che è alimentato principalmente da sorgenti sublacustri di profondità. Per questo motivo il lago è meromittico, ossia le acque profonde e quelle superficiali non si mescolano mai.
La modesta altitudine a cui si trova il lago consente la crescita lungo alcuni tratti delle sue sponde della cannuccia di palude (Phragmites australis), mentre sui vicini pendii rocciosi meno soleggiati si possono trovare sia la "magica" felce florida (Osmunda regalis) che il Blechnum spicans, un altro ordine di felce. Il paesaggio è dominato da prati e boschi, soprattutto castagneti (Castanea sativa). Le acque del lago ospitano diverse specie di pesci, fra cui il pesce persico (Perca fluviatilis), la tinca (Tinca tinca), il cavedano (Squalius squalus), la carpa (Cyprinus carpio) e l'anguilla europea (Anguilla anguilla).

## Nome
Anche le fonti riguardanti il nome sono discordanti. L'origine della denominazione "moro" è da ricercare nel colore scuro delle acque oppure deriverebbe dal termine celtico moir, che significa lagozza, lago basso.

## Valorizzazione e turismo

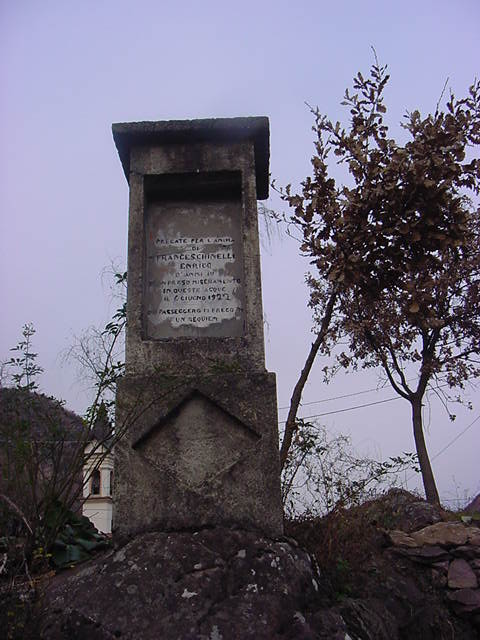
Stele votiva presso Capo di Lago, eretta in ricordo di un ragazzo annegato nel lago Moro. L'epigrafe recita: Pregate per l'anima di Franceschinelli Enrico d'anni 19 scomparso miseramente in queste acque il 6 giugno 1922. Oh passeggero ti prego un requiem.

Dal 1973 è attiva l'associazione Amici del Lago Moro che, al fine di valorizzare le bellezze naturali e artistiche del lago e salvaguardarne il delicato equilibrio ambientale, ha promosso varie attività come l'organizzazione di convegni informativi e tavole rotonde, il bando di borse di studio e di concorsi di vario genere (fotografici, letterari, grafici), la raccolta di fondi attraverso mostre e aste d'arte.
Il 27 aprile 2000 è stato istituito dalla regione Lombardia il Parco del lago Moro, parco locale di interesse sovracomunale con un'estensione di 1,31 km², la cui gestione è stata affidata al comune di Angolo Terme. Il suo territorio è suddiviso in cinque aree: la collina del Monticolo (alla cui base si trova il masso inciso dei "Corni freschi", datato attorno al 2500 a.C.), la collina del Castellino (con fortificazioni di età storica e tracce di insediamenti dall'età preistorica all'età romana), la collina delle Luine (la zona di maggior interesse archeologico con le sue numerose incisioni rupestri), la collina delle Sorline (pure con presenze archeologiche, ma caratterizzata soprattutto da una vegetazione tipica della macchia mediterranea) e la conca del lago Moro.
La creazione del parco ha tra i suoi obiettivi l'ulteriore sviluppo del turismo nella zona del lago, già meta turistica sia nella stagione estiva che in quella invernale. Vi si possono praticare il nuoto, la pesca, escursioni in barca (non a motore) e pedalò. Poiché le sue acque sono relativamente fredde (rispetto ad esempio a quelle del vicino lago d'Iseo), il bagno generalmente è possibile solo dall'ultima settimana di giugno fino alla prima settimana di settembre o anche per periodi più brevi. Il lago ha comunque la pessima fama di essere altamente pericoloso per chi vi si avventura a nuoto. Ciononostante (pur in mancanza di dati ufficiali) non risultano annegamenti in numero particolarmente rilevante. La realizzazione di un servizio organizzato di vigilanza è in discussione da alcuni anni.

## Leggende

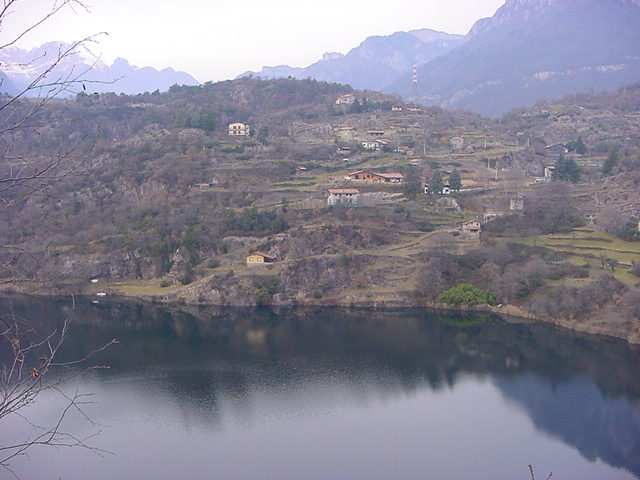
Un'altra foto del lago dall'alto

Varie sono le leggende (le bòte, leggende locali camune, approdate alle stampe grazie a don Lino Ertani) sorte intorno al lago. La più famosa parla di una culla che nelle notti di luna piena apparirebbe in mezzo alle acque del lago. La leggenda ha molte varianti, che rispecchiano tutte la stessa trama: in un lontano passato il lago non esisteva, al suo posto c'era una vasta radura in cui sorgevano due case: una abitata da una donna ricca e avara, l'altra da una donna povera e generosa. In entrambe vi era un bambino nato da poco. Un giorno un misterioso viandante bussa alla porta della casa della donna avara chiedendo cibo, ma la donna lo caccia malamente. Costui allora bussa alla porta della donna generosa, che lo rifocilla.  Il viandante andandosene dice alla donna generosa di andarsene, perché su quel luogo è caduta la maledizione di Dio. La donna generosa fugge col figlio e subito dopo un diluvio allaga la radura sommergendo la casa con la donna avara e il bambino e creando il lago. Da allora nelle notti di luna piena si vede in fondo al lago una culla vuota e si ode il pianto del bambino
È da questi racconti tradizionali che deriva la denominazione dialettale del lago Moro: lac de la cüna (cüna essendo appunto la culla). Secondo monsignor Fappani, invece, il nome originario doveva essere lac de la güna o, più semplicemente, la güna, cioè fossa o conca profonda. Quando poi non si comprese più il significato di quel termine antico, lo si storpiò in cüna, favorendo così il sorgere della leggenda.